# Hovi Star
Hovi Star (Hebreeuws: חובי סטאר; Kirjat Ata, 19 november 1986) is een Israëlisch zanger. Zijn echte naam is Hovav Sekulets.

## Biografie
Star begon zijn muzikale carrière in 2008, door deel te nemen aan een talentenjacht, waarin hij op de zevende plaats eindigde. Een jaar later bracht hij zijn eerste single uit. In 2015 won hij HaKokhav HaBa L'Eirovizion, de Israëlische preselectie voor het Eurovisiesongfestival. Met het nummer Made of stars mocht hij aldus Israël vertegenwoordigen op het Eurovisiesongfestival 2016, dat gehouden werd in de Zweedse hoofdstad Stockholm en waar hij de 14de plaats haalde. Het is de tweede volledig in het Engels gezongen inzending, geschreven door Doron Medalie, die ook Golden Boy componeerde.
1973: Ilanit · 
1974: Poogy · 
1975: Shlomo Artzi · 
1976: Chocolad Menta Mastik · 
1977: Ilanit · 
1978: Izhar Cohen & The Alphabeta · 
1979: Gali Atari & Milk and Honey · 
1981: Hakol Over Habibi · 
1982: Avi Toledano · 
1983: Ofra Haza · 
1985: Izhar Cohen · 
1986: Moti Giladi & Sarai Tzuriel · 
1987: Lazy Bums · 
1988: Yardena Arazi · 
1989: Gili & Galit · 
1990: Rita · 
1991: Duo Datz · 
1992: Dafna Dekel · 
1993: The Shiru Group · 
1995: Liora · 
1998: Dana International · 
1999: Eden · 
2000: Ping Pong · 
2001: Tal Sondak · 
2002: Sarit Hadad · 
2003: Lior Narkis · 
2004: David D'Or · 
2005: Shiri Maimon · 
2006: Eddie Butler · 
2007: Teapacks · 
2008: Bo'az Ma'uda · 
2009: Noa & Mira Awad · 
2010: Harel Skaat · 
2011: Dana International · 
2012: Izabo · 
2013: Moran Mazor · 
2014: Mei Finegold · 
2015: Nadav Guedj · 
2016: Hovi Star · 
2017: Imri Ziv · 
2018: Netta Barzilai · 
2019: Kobi Marimi · 
2021: Eden Alene · 
2022: Michael Ben David · 
2023: Noa Kirel · 
2024: Eden Golan · 
2025: Yuval Raphael
- MusicBrainz: db0aa171-e62c-4289-ac57-62a4df81c351
- Nationale Bibliotheek van Israël: 987007370484105171
- Virtual International Authority File: 3715150943147626760007